# القرش الآلي (روبوشارك)
القرش الآلي (بالإنجليزية: Roboshark)؛ هو قرش روبوتي صممه أندريوسنث عام 2003. 
ظهر على وحدة التاريخ الطبيعي في هيئة الإذاعة البريطانية (بي بي سي) الخاصة بالحياة البرية بعنوان “أسماك القرش الذكية: السباحة مع روبوشارك“ ، وقد استحدمت كاميرا متصلة بالقرش الروبوتي لتصوير مشاهد مميزة لسمك قرش الحوت، وقرش الثور، وسمك القرش الابيض الكبير؛ تحت الماء.
  وبعد تقاعده من الأعمال التلفزيونية، وضع روبوشارك في متحف الأحياء المائية الذي صممه اندريوسنث يركب السياح داخل الغواصة، ويذهبون إلى الحوض مع روبوشارك.  وقد ظهر المالك اندريوسنث في حلقة من البرنامج التلفزيوني عرين التنين (دارغونزدن) على بي بي سي، سعى فيها للاستثمار من اجل حوض ارضي؛ ليستغل كمرحلة للروبوشارك ولكن لم يحصل على اي استثمار.